# Konståret 1862

## Händelser

### Okänt datum
- Den första världsutställningen, Great Exhibition of the Works of Industry of All Nations, hölls i London.
- The Buffalo Fine Arts Academy bildades i Buffalo
- Sällskapet Idun bildades i Stockholm

## Verk

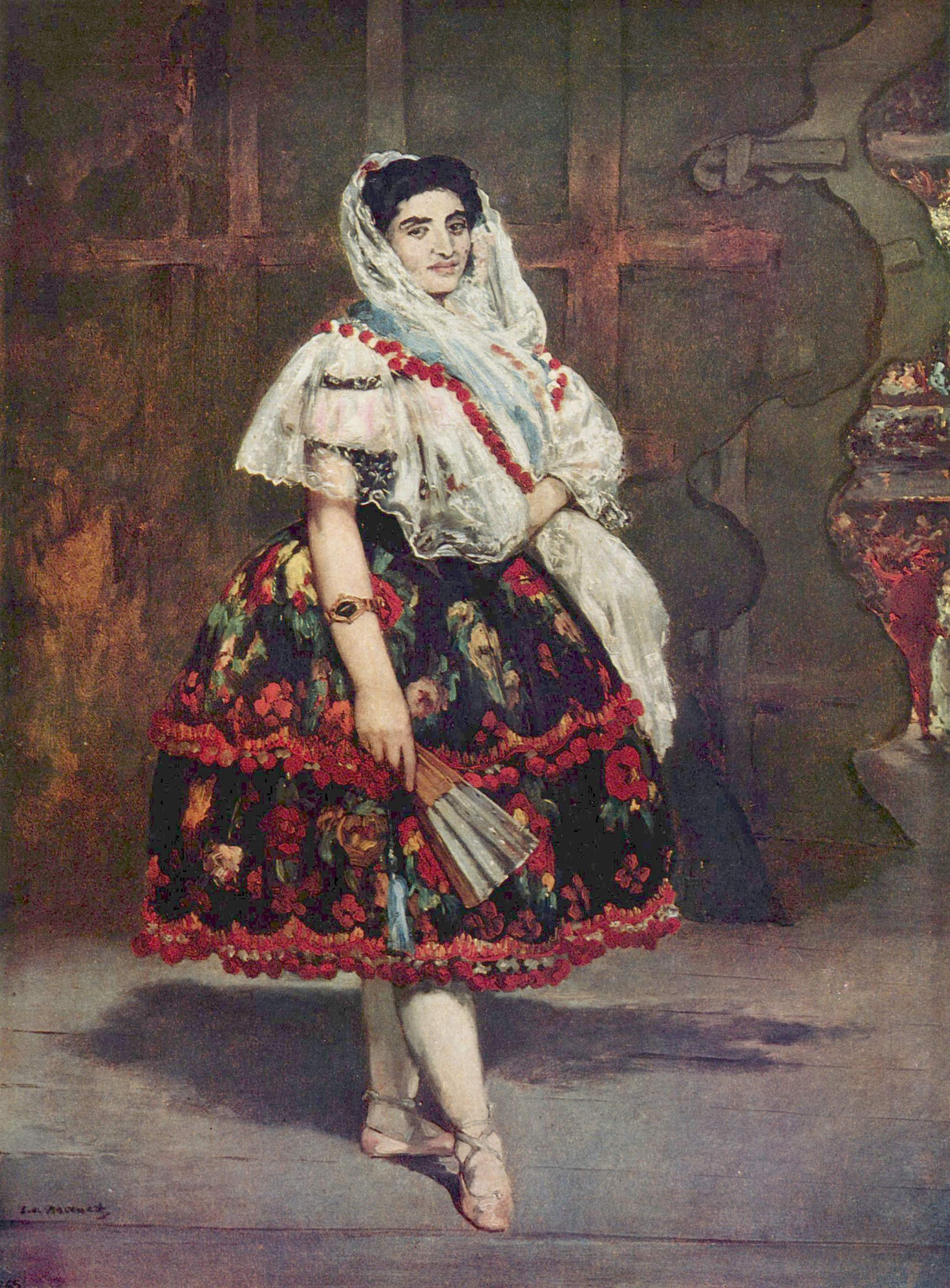
Édouard Manets tavla Lola de Valence färdigställdes 1862 (Musée d'Orsay, Paris).

- Augustus Egg - Travelling Companions.
- Édouard Manet - Lola de Valence (Musée d'Orsay, Paris).
- Édouard Manet - Musik i Tuilerieträdgården.
- Édouard Manet - Mlle. Victorine Meurent in the Costume of an Espada (Metropolitan Museum of Art, New York).
- Édouard Manet - La Chanteuse de rue by Édouard Manet (Museum of Fine Arts, Boston).
- Édouard Manet - Mlle V. en costume d'espada (Metropolitan Museum of Art, New York).
- Édouard Manet - Den gamle musikanten (National Gallery of Art).
- Jean Auguste Dominique Ingres - Det turkiska badet.
- James McNeill Whistler - The White Girl.
- Moritz von Schwind - Hochzeitsreise.
- Mårten Eskil Winge – Kraka

## Födda
- 3 januari - Max Littmann (död 1931), tysk arkitekt.
- 4 januari - Alexander Samuelson (död 1934), svensk glasingenjör och formgivare.
- 31 januari - Eugène Gaillard (död 1933), fransk arkitekt och formgivare.
- 27 februari - Agnes Branting (död 1930), svensk textilkonstnär och författare.
- 17 mars - Willhelm Klemming (död 1930), svensk arkitekt.
- 18 mars - Eugène Jansson (död 1915), svensk konstnär och målare,
- 24 mars - Frank Weston Benson (död 1951), amerikansk impressionistisk målare.
- 16 april - Hanna Rönnberg (död 1946), finlandssvensk bildkonstnär och författare.
- 30 maj - Anton Ažbe (död 1905), slovensk konstnär.
- 20 juni - Anton Genberg (död 1939), svensk konstnär.
- 10 juli - Helene Schjerfbeck (död 1946), finlandssvensk konstnär.
- 14 juli - Gustav Klimt (död 1918), österrikisk symbolistisk målare.
- 29 juli - Robert Reid (död 1928), amerikansk impressionistisk målare.
- 7 september - Louis Tuaillon (död 1919), tysk skulptör.
- 28 september - Anshelm Leonard Schultzberg (död 1945), svensk målare.
- 11 oktober - Alf Wallander (död 1914), svensk konstnär, konsthantverkare och formgivare.
- 13 oktober - Hugo Elmqvist (död 1930), svensk skulptör och konstgjutare.
- 26 oktober - Hilma af Klint (död 1944), svensk konstnär, antroposof och pionjär inom det abstrakta måleriet.
- 27 november - Lilly Lundgren (död 1932), svensk sjuksköterska och konstnär
- 3 december - Charles Grafly (död 1929), amerikansk skulptör.
- okänt datum - Herbert Dicksee (död 1942), engelsk målare.
- okänt datum - Charles Laval (död 1894), fransk målare.
- okänt datum - Adam Emory Albright (död 1957), amerikansk målare.
- okänt datum - Carl-Erik Törner (död 1911), svensk konstnär.

## Avlidna
- 15 februari - Heinrich Adam (född 1787), tysk målare.
- 25 februari - Sophie Karsten (född 1783), svensk ballerina och konstnär.
- 19 mars - Friedrich Wilhelm Schadow (född 1789), tysk målare av slag och hästar.
- 13 maj - Fredric Westin (född 1782), svensk historie- och porträttmålare.
- 7 juli - Friedrich Gauermann (född 1807), österrikisk målare.
- 28 augusti - Albrecht Adam (född 1786), tysk målare.
- okänt datum - John Cox Dillman Engleheart (född 1787), engelsk miniatyrmålare.
- okänt datum - Stamatios Kleanthis (född 1802), grekisk arkitekt.
- okänt datum - Erin Corr (född 1793), irländsk gravör.
- okänt datum - Alexandre-François Caminade (född 1783), fransk målare.
- okänt datum - Étienne Bouhot  (född 1780), fransk målare och konstlärare.